# Джоан Баез
Джоан Чендос Баез (англ. Joan Chandos Baez; 9 січня 1941, Нью-Йорк) — американська співачка, авторка пісень, композиторка та музична продюсерка, яка виконує музику переважно в стилях фолк і кантрі, ліва політична активістка.

## Життєпис
Народилася 9 січня в Staten Island, штат Нью-Йорк. Середня дочка Альберта Вініціо (Albert Vinicio) і Джоан Брідж Баез (Joan Bridge Baez). Батько — фізик, за національністю мексиканець, мати — шотландка, дочка професора, який емігрував у США, викладачка драми. Старша сестра — Паулін, молодша — Мімі (теж співачка, гітаристка і активістка, одна з організаторів фестивалю Хліб і троянди).
1951. Баез провела рік в Багдаді (Ірак), де працює її батько. Пізніше вона помітить, що, можливо, саме там в ній прокинулися думки про соціальні і громадянські права людей. Після повернення в США вся сім'я живе в Каліфорнії. У школі Джоан виділяється із загального кола школярок не тільки чорним волоссям і смаглявою шкірою, а й тим, що вона не входить в число спортивних вболівальників, а співає в шкільному хорі і освоює гавайську гітару і мелодії ритм-енд-блюзу. Щоб купити гітару, вона підробляє в магазині, слухає платівки Ледбеллі і Піта Сігера і цікавиться політичними подіями. В одному з інтерв'ю Джоан скаже, що політика в її житті з'явилася навіть раніше, ніж спів. Коли сім'я Баез жила в містечку Кларенс Сінтер сусід презирливо назвав смагляву Джоан «чорномазою», на що вона відповіла: «Старе опудало». У Рідленде Джоан зустрілася з іншою дискримінацією — мексиканські школярі повинні були грати на перервах окремо від «білих».
У 1956 році Баез бере участь у триденній конференції товариства квакерів, на якій обговорюються світові проблеми, виступає в дискусіях і вперше чує лекцію молодого Мартіна Лютера Кінга про ненасильницький опір і цивільні права. У цьому ж році купує першу гітару.
У 1957 Джоан Баез здійснює свій перший акт громадянської непокори, відмовляючись підкоритися вчителям і вийти з будівлі своєї середньої школи під час навчального тренування дій при повітряному нальоті. При цьому вона цілком логічно зауважує, що від вибуху атомної бомби не втечеш. У цьому ж році вона знайомиться з Айрою Сандперлом (Ira Sandperl) — учнем Махатми Ганді — він стає на багато років її другом і здійснює на неї сильний політичний вплив.
У червні 1958 року Баез закінчує середню школу в Пало-Альто, Каліфорнія. Вона робить запис демо-альбому, але він не викликає інтересу у керівників компанії грамзапису, і проєкт відкладено. Влітку сім'я Баез переїжджає в Белмонт, штат Массачусетс, де батько починає працювати викладачем у Технологічному Інституті Штату Массачусетс. У Кембриджі Баез два рази на тиждень виступає в місцевих кафе, виконуючи народні пісні (folk songs). Вона реєструється як студентка в Бостонському університеті, але відвідує заняття періодично і скоро залишає навчання, щоб зосередитися на кар'єрі співачки. Уже в ті роки (задовго до масового захоплення модою на стиль хіпі в одязі) ходить боса і носить довгі квітчасті сукні.
У 1959 році Баез починає регулярно виступати в Club 47 (клуб народної музики) в Кембриджі, де привертає велику увагу і невеликі гонорари — 20$ за виступ. Вона зустрічає Білла Вуда, який керує записом програм виконавців балад на Радіо Гарварда. Вони стають друзями і починають виступати разом. З Біллом і Тедом Алевізосом, Джоан робить запис альбому Folksingers 'Round Harvard Square для місцевої компанії грамзапису Veritas Records. На запрошення імпресаріо Альберта Гроссмана Джоан з'являється в нічному клубі The Gate Of Horn в Чикаго. Протягом своїх двотижневих виступів там зустрічає Боба Гібсона і Одетту — вже популярних виконавців. Боб настільки вражений, що він запрошує її приєднатися до нього під час його виступу 11 липня на Ньюпортському Фестивалі народної пісні, її незапланована поява стає сенсацією фестивалю і представляє Джоан як талановиту і захоплюючу нову виконавицю народних пісень.

### 1960
Джоан виступає на Ньюпортському Фестивалі народної пісні як виконавець соло та 5 листопада проводить дебютний сольний концерт у Нью-Йорку. У листопаді виходить її перший альбом «Joan Baez», який користується величезним успіхом.

### 1961
У квітні Джоан знайомиться з Бобом Діланом, робить нові записи і випускає свій другий альбом «Joan Baez, Volume Two», а також проводить свій перший національний концертний тур.

### 1962
Джоан все більш активно бере участь у русі за громадянські права, проводить перший з трьох турів концертів у південних університетських містечках і наполягає на недопущенні дискримінації для глядачів з темним кольором шкіри — всі глядачі повинні сидіти разом. У вересні записує альбом «Joan Baez in Concert». 23 листопада 1962 портрет Баез з'являється на обкладинці одного з найбільш популярних і впливових журналів — TIME Magazine, що робить її відомою на всю країну і свідчить про визнання її таланту.

### 1963
Альбом «Joan Baez In Concert» номіновано на премію Греммі. Визнана юною королевою американської фолк-музики Джоан виводить на сцену Фестивалю народної музики в Monterey перед десятитисячною аудиторією «співаючого бродяжку» Боба Ділана (і запрошує його бути «сюрпризним» гостем в її річному турі), виступає також на Ньюпортському Фестивалі народної музики. Джоан закликає артистів бойкотувати програму Hootenanny (програма про народну пісню) телекомпанії ABC через заборону показувати виступи іншого співака — Піта Сігера внаслідок його політичної активності. У серпні вона виконує «We Shall Overcome» (Усі подолаємо) перед приблизно чвертю мільйона людей, що беруть участь у Марші за громадянські права на Вашингтон. Один з головних ораторів, що виступають на мітингу — Мартін Лютер Кінг, серед учасників маршу — актори Пол Ньюмен, Марлон Брандо, Сідні Пуатьє. Випускається альбом «Joan Baez In Concert, Part Two», а також нелегальна версія «Folksingers 'Round Harvard Square». Концерти Джоан збирають вже не кілька десятків або сотень слухачів як було раніше в кафе і маленьких залах, а тисячі і десятки тисяч слухачів і її пісенна агітація (а між піснями вона обов'язково говорить кілька фраз-коментарів) має набагато більший вплив, ніж в будь-якого іншого фолк-виконавця.

### 1964
Джоан виступає проти американського вторгнення до В'єтнаму, відмовляючись сплачувати 60 % її прибуткових податків, визначаючи їх як «використовувані у військових цілях» і робить це протягом 10 років. Фотографується (разом з сестрами) для плаката «Дівчата кажуть ТАК, хлопцям, які говорять НІ призову в армію!» Після того як президентом США стає Л. Джонсон, вона звертається до нього із закликом вивести американські війська з В'єтнаму. Джоан також продовжує свою боротьбу за громадянські права, виступаючи на благодійних концертах у Hollywood Bowl у Лос-Анджелесі. Вона бере участь в русі за свободу слова, виступаючи в Університеті Берклі (Каліфорнія). Компанія Fantasy Records випускає нелегальний запис альбому «Joan Baez In San Francisco», який Баез записувала як демонстраційний ще в 1958, і вона звертається до суду, щоб блокувати його поширення. Джоан ще раз виступає на Ньюпортському Фестивалі народної музики, веде семінар з «Нової Народної музикі» в Інституті Esalen в Каліфорнії, і подорожує з Бітлз в частині їх американського концертного туру. Виходить альбом «Joan Baez / 5» — її завершальний альбом повністю акустичної музики. На диску — крім ліричних балад і класичної Бразильської Бахіани № 5 Вілла Лобоса записані і політичні пісні молодих авторів Філа Окса і Річарда Фарини — There But For Fortune і Birmingham Sunday. Видається «Пісенник Джоан Баез», що містить 66 пісень з її репертуару з ілюстраціями Еріка В. Шмідта, книга стає основним посібником серед студентів, які навчаються грі на гітарі і перевидана двадцять разів.

### 1965
Сингл «There But For Fortune» номіновано на премію Греммі. Джоан здійснює спільний концертний тур по США з Бобом Діланом, дає свій перший головний концерт поза США в Королівському Альберт Холі Лондона, і записує альбом «Farewell, Angelina» (Прощай, Анжеліна). У березні Джоан бере участь у марші за цивільні прав з Сельми до Монтгомері (штат Алабама), в серпні вона бере участь у демонстрації протесту біля Білого дому проти американського втручання у В'єтнамі. З Айрою Сандерл, вона засновує Інститут Дослідження ненасильницьких дій у Кармело-Веллі (Каліфорнія). Після того, як місцеві жителі вимагають захистити їх від вторгнення «хіппі», «вільного кохання» і загроз їх власності Інститут після одного місяця роботи закривається, але повторно відкривається вже без інцидентів в грудні.

### 1966
Перші три записаних Джоан для компанії звукозапису Vanguard диски підтверджені як «золоті» Асоціацією Індустрії звукозапису Америки, і випущений альбом «Noel» — різдвяні пісні та балади. Баез починає робити запис альбому сучасних пісень, написаних Річардом Фарінья, але проект відкладений після несподіваної смерті Фаріньї в результаті мотоциклетної аварії в кінці квітня. У цьому ж році Джоан в перший день Пасхи очолює антивоєнний марш у Західній Німеччині, а у вересні вона бере участь у марші з Мартіном Лютером Кінгом в Гренаді (Міссісіпі), протестуючи проти побиття чорних школярів у школах. Коли Джоан намагається зареєструвати п'ять чорних дітей у спочатку окремій школі для білих, їй просто забороняють увійти до будівлі школи. У грудні вона дає концерти, збір від яких йде на користь сільськогосподарських робітників у Каліфорнії і бере участь в Різдвяній беззмінній вахті у в'язниці в Сан-Квентін, вимагаючи скасування смертних вироків для 64 ув'язнених.

### 1967
Під час концертів у Японії перекладач спотворює політичні коментарі Джоан між піснями і пізніше зізнається, що на нього чинився тиск агентом ЦРУ, щоб він зробив це. Джоан відмовляють у дозволі виступити в Залі Конституції у Вашингтоні через її антивоєнні дії. Вона відповідає, виступивши на вільному (безкоштовному) концерті біля основи пам'ятника Вашингтону перед аудиторією близько 30 000 чоловік. У липні Джоан виступає на Ньюпортському Фестивалі Народної пісні. Вона передає гонорар від пісні Save The Children (Врятуйте дітей) на користь організації Women Strike For Peace (Жінки страйкують за мир), як і гонорар від фільмів Don 't Look Back and Festival. У серпні виходить її новий альбом «Joan». На диску записані в тому числі пісні Eleanor Rigby (Д. Леннона — П. Маккартні), Dangling Conversation (П. Саймона), Saigon Bride (Д. Баез, Н. Душек). У жовтні Джоан виявляється однією з 119 демонстрантів, заарештованих за блокування входу в Призовний Центр Збройних сил в Окленді, Каліфорнії. Вона проводить десять днів у в'язниці Санта Ріти. У грудні вона знову арештована з 49 демонстрантами за повторне блокування входу в той же призовний центр. Вона отримує тюремний строк 90 днів (45 тимчасово відкладених), але раптово звільнена через місяць ув'язнення, оскільки тюремні чиновники побоюються виступів ув'язнених в день її випуску.

### 1968
З'ясовується, що продаж дисків Джоан Баез був заборонений в армійських магазинах через її антивоєнні виступи проти війни у В'єтнамі і проти призову в армію. 26 березня, Джоан виходить заміж за активіста антивоєнного руху Девіда Гарріса. Вони здійснюють поїздку по країні, поєднуючи концерти та лекції про опір призову в армію. Під час її концерту в Лос-Анджелесі двадцять молодих людей передають Джоан свої призовні, тим самим наражаючись на небезпеку бути засудженими за ухилення від призову в армію. Виходить альбом Baptism (Хрещення) — альбом, на якому Джоан читає і співає вірші поетів різних країн світу — Волта Вітмена, Жака Превер, Федеріко Гарсіа Лорки, Євгена Євтушенка, Вільяма Блейка та інших. У серпні Джоан Баез і Джимі Гендрікс беруть участь в Biafran Relief Benefit show, збір від якого спрямовується для допомоги потерпілим під час громадянської війни в Біафра. Джоан знову виступає на Ньюпортському Фестивалі народної музики і випускає Any Day Now — альбом з піснями Боба Ділана. Видається і стає бестселером Daybreak (Світанок), автобіографія Джоан.

### 1969
Джоан бере участь у записі годинної програми для телекомпанії Сі-БІ-ЕС, однак її коментарі й пояснення до пісень викликають невдоволення керівництва компанії, піддаються цензурі при монтажі і оскільки Джоан висловлює протест Сі-Бі-ЕС, керівництво скасовує спірну програму. У липні Девід Гарріс починає відбувати трирічний тюремний строк за опір призову в армію. У грудні у Джоан народжується їх син, Габріель Ерл, а Девід Гарріс вийде на волю в 1971 після 20 місяців ув'язнення. Альбом Any Day Now номінований на премію Греммі, записаний David 's Album (Альбом для Девіда) і в серпні Джоан — headliner на легендарному рок-фестивалі Woodstock. Виступає там з кількома піснями (Joe Hill, Swing Low Swing Charriott, Sweet Sir Galahad) — соло і разом з Кантрі Джо МакДоналдсом — Drug Store Drivin 'Man.

### 1970
Записуються альбом One Day At A Time і збірник The First Ten Years (Перші десять років).
Джоан виступає на рок-фестивалі на острові Вйат, Великому Народному Фестивалі Sur, і Міжнародному Фестивалі пісні у Сопоті (Польща). Фільм Carry It On показує Джоан і Девіда Гарріса. Виходить документальний фільм Woodstock, в якому показана одна з пісень, виконаних Джоан на фестивалі — «Джо Хілл».

### 1971
15 березня Девід Гарріс звільнений з в'язниці. Він і Джоан пізніше віддаляються і в кінцевому рахунку розлучаються. Видано книгу Coming Out, написану Джоан і Девідом. Крім того, випущений альбом музики з кінофільму Carry It On. У жовтні Джоан дає три концерти в Університеті Каліфорнії і в грецькому Театрі Берклі, дохід від яких направляє на допомогу борцям грецького опору. Концерти відвідують співачка Меліна Меркурі, Жюль Дассен та інші патріоти, вислані з Греції (де стався військовий переворот і у влади виявилася військова хунта «чорних полковників»). Виходить фільм Sacco And Vanzetti (про долю двох італійських анархістів і профспілкових активістів, страчених у США в 30-ті роки) і саундтрек фільму (пісні на свої вірші) виконує сама Джоан. Виходить фільм Celebration At Big Sur, що показує основні моменти Великого Фестивалю народної пісні Sur і кілька пісень у виконанні Джоан Баез. Випущений подвійний альбом Blessed Are … (Благословенні). На диску записані, зокрема, Lincoln Freed Me Today (Лінкольн звільнив мене сьогодні), The Salt Of The Earth (Сіль землі), Heaven Help Us All (Допоможіть всім нам, небеса), Let It Be (Так буде так), Deportee (Депортовані). Сингл з піснею «The Night They Drove Old Dixie Down» (Ніч, коли вони повели старовину Діксі) входить в ТОП-10 і стає «золотим».

### 1972
Асоціація Індустрії звукозапису Америки підтверджує «золото» альбомів Blessed Are … і Any Day Now. Джоан номінована як найкраща вокалістка на премію Греммі. У червні Джоан допомагає організувати антивоєнну демонстрацію для жінок і дітей «Кільце навколо Капітолія», в якій бере участь 2500 чоловік. Разом з Бі Бі Кінгом Джоан Баез виступає у в'язниці Сінг-Сінг в Нью-Йорку. Протягом року Джоан займається допомогою громадській організації Amnesty International (Міжнародна амністія) на західному узбережжі США. Вона дає концерти, збір від яких направляє молодій організації, що займається захистом прав ув'язнених. У грудні 1972 року Джоан і ще кілька американців здійснюють поїздку в Північний В'єтнам, щоб передати на Різдво пошту від родичів американським солдатам, які опинилися в полоні у В'єтнамі.

### 1973
Випущений альбом «Where Are You Now, My Son?» (Де ти тепер, мій син?). У фонограму увійшли записи бомбардувань, зроблені Джоан під час поїздки до В'єтнаму. Джоан активно виступає з концертами і частину коштів передає Amnesty International.

### 1974
Записаний «альбом солідарності» з патріотами Латинської Америки Gracias A La Vida (Дякуємо, життя). На диску окрім народних пісень також Te recuerde, Amanda (Я пам'ятаю тебе Аманда) — пісня чилійського співака Віктора Хара, убитого під час військового перевороту в Чилі у вересні 1973 року і пісня La Partisan. Всі пісні іспанською мовою.
Тривають гастролі по всьому світу включаючи Японію, Австралію, Ізраїль, Ліван, Туніс та Аргентину. Випущений фільм Sing Sing Thanksgiving, що показує запис виступу Джоан у в'язниці Сінг-Сінг в Нью-Йорку.

### 1975
У квітні випущений альбом Diamonds & Rust (Алмази та Іржа), який через рік стає «золотим». У жовтні Джоан здійснює поїздку з Rolling Thunder Revue (Ревю котиться грому) Боба Ділана. У травні Джоан бере участь в акції The War Is Over! (Війна закінчена). У серпні на честь Джоан в Атланті (штат Джорджія) проводиться «Joan Baez Day» — «День Джоан Баез».

### 1976
Записаний подвійний альбом From Every Stage, що включає записи зроблені під час концертів Джоан Баез в США в 1975 році, а пізніше — Gulf Winds (Вітри затоки). Вітри Затоки — перший альбом, що складається виключно з пісень, написаних самою Джоан.
Кожну пісню Джоан передує невеликим політичним коментарем. Джоан подорожує в Північну Ірландію і бере участь у марші ірландського Руху за мир, закликаючи до кінця насильства.

### 1977
Джоан бере участь в студентському марші протесту в містечку Кент, де на місці загибелі студентів, розстріляних поліцією в 1970 році влада має намір побудувати будівлю гімназії.
В Іспанії під час прямої телевізійної трансляції концерту виконує пісню «No Nos Moveran», ігноруючи заборону на виконання цієї пісні, встановлену 40 років тому диктатором — генералом Франко. Записаний альбом Blowin 'Away. Джоан гастролює в США і Європу. Виступає, зокрема у в'язниці Соледад в Каліфорнії і на фестивалі акустичної музики Bread & Roses (Хліб і троянди).

### 1978
Джоан бере участь в різних акціях — демонстраціях та зборах Руху за ядерне роззброєння. Дає кілька концертів в Каліфорнії, щоб допомогти добитися скасування так званої «Ініціативи Бріггса» — закону, який обмежував можливості навчання для геїв і лесбійок в громадських школах. 4 липня 1978 заплановано спільний виступ в Ленінграді Джоан Баез, Карлоса Сантани та Біч Бойз. Проте концерт раптово без пояснення причин відмінений радянськими чиновниками. Незважаючи на скасування концерту, Джоан приїжджає до Москви і зустрічається з радянськими дисидентами, включаючи Андрія Сахарова та Олену Боннер, привізши їм листи і подарунки від друзів із США. Наприкінці року Джоан бере участь в «Марші запалених свічок» біля будівлі муніципалітету Сан-Франциско після вбивств мера Джорджа Москоуні і його помічника Гарві Мілка, а пізніше дає вільний концерт на сходах Будинку муніципалітету Сан-Франциско як її різдвяний подарунок місту.

### 1979
Видано пісняр And Then I Wrote … (І тоді я написала, що …), містить оригінальні пісні Джоан та її малюнки. Записаний альбом Honest Lullaby (Чесна Колискова) з піснями No Woman, No Cry (Ні, жінка, не плач) Боба Марлі і піснею Free At Last (Нарешті вільний), присвяченій Мартіну Лютеру Кінгу. Джоан отримує премію «BAMMY» за найкращий вокал 1978 року. Знову бере участь у фестивалі акустичної музики «Хліб і Рози», отримує «Премію Ерла Воррена» американського Союзу Громадянських свобод за увагу до проблем цивільних прав та гуманізм. Джоан засновує Міжнародний Комітет Прав людини Humanitas — організацію, яка займатиметься захистом прав людини протягом наступних 13 років. Першою акцією Humanitas стає «Відкритий Лист до Соціалістичної Республіки В'єтнаму», який публікується в п'яти головних американських газетах. Лист заперечує проти порушень прав людини, що відбуваються у В'єтнамі з вини керівників В'єтнаму. Джоан подорожує в Південно-Східну Азію, щоб перевірити повідомлення про порушення там прав людини і після повернення звертається до Президента США Джиммі Картера з закликом направити Сьомий Флот США для порятунку багатьох біженців, які намагаються втекти з В'єтнаму на човнах. Humanitas разом з KRON-телебаченням і газетою San Francisco Examiner формує Надзвичайний Фонд допомоги Кампучії і збирає більше одного мільйона доларів для надання допомоги.

### 1980
Джоан присвоєно звання Почесного Доктора Університету Antioch і Університету Rutgers за її політичну активність і «універсальність її музики». Вона також отримує Премію Джефферсона за політичну активність і захист цивільних прав та премію «BUMMY» за найкращий жіночий вокал 1979 р.. Записує диск «Tournee Europeene» (Європейське турне), що складається із концертних записів. Диск має чотири версії (для Німеччини, Італії, Іспанії, Франції), кожна з яких включає кілька «національно» забарвлених текстів відповідною мовою. На одному з дисків записаний і Soyuz Druzei (Союз друзів) Булата Окуджави, виконаний Джоан російською мовою. Один з альбомів перевиданий на компакт-диску.
Вона також дає безкоштовний концерт перед Собором Нотр-Дам у Парижі, і починає працювати з рок-гуртом Grateful Dead, однак диск не випущений. На цьому диску могла з'явитися пісня «З днем народження, містер Брежнєв», присвячена ювілею Генерального Секретаря ЦК КПРС. У черговій поїздці в Південно-Східну Азію Джоан допомагає в доставці їжі та ліків у західні області Камбоджі і бере участь в Гуманітарній Конференції по Камбоджі, проведеної Організацією Об'єднаних Націй.

### 1981
Протягом п'ятитижневого концертного туру в захист прав людини по Латинській Америці Джоан забороняють виступати публічно в Аргентині, Чилі та Бразилії. Під час перебування там вона знаходиться під наглядом поліції і отримує погрози вчинення замаху на її життя. Проте їй дозволяють виступити в Нікарагуа.

### 1982
Прем'єра документального фільму There But For Fortune: Joan Baez in Latin America про її тур до Латинської Америки в 1981 р. на Пі-Бі-Ес (Громадське телебачення). Виходить подвійний альбом «Very Early Joan» (Дуже Рання Джоан), що складається з «живих» концертних записів 1961—1963 р.р.

### 1983
Live Europe 83 — концертний альбом, який складається з пісень, записаних протягом її весняного концертного туру 1983 р. по Європі, випущений в Європі та Канаді. Альбом стає «золотим» у Франції і отримує нагороду Музичної Академії Чарльза Кроса за «Найкращий концертний альбом 1983». Під час туру у Франції 15 липня Джоан дає вільний концерт, присвячений відмові від насильства в Парижі на площі Конкорд для приблизно 120 000 глядачів. Джоан нагороджується французьким Орденом Почесного Легіону.

### 1984
Джоан знімається (і співає) в документальному фільмі «Hard Travelin» — про Вуді Гатрі. Вона також проводить тури по США і Європі і починає роботу над своєю другою автобіографічною книгою. Випускається альбом Greatest Hits. (Найкращі пісні).

### 1985
Джоан відвідує 25-й щорічний концерт «Клубу 47», що проводиться в Симфонічному Залі Бостона і бере участь разом з оркестром у записі телепрограми про ювілей клубу, в якому вона колись дебютувала. Влітку вона відкриває американську частину благодійного концерту «Live Aid». Проводить концертні тури по США, Австралії та Канаді, в серпні з'являється на Ньюпортському Фестивалі народної музики, вперше після 1969 р. У листопаді Джоан подорожує до Польщі з її другом і активістом Джинетт Саганом, і серед інших, зустрічається з Лехом Валенсою.

### 1986
Джоан бере участь в Турі Надії для «Міжнародної Амністії» (Amnesty International).
Під час зустрічі на вищому рівні між американським Президентом Рональдом Рейганом і радянським Генеральним секретарем ЦК КПРС Михайлом Горбачовим у Рейк'явіку (Ісландія) Джоан бере участь у «Народному Саміті» — концерті, який транслюється безпосередньо з Ісландії.

### 1987
Виходить і знову стає бестселером «And A Voice To Sing With» (І Голос, щоб співати) — автобіографія Джоан. Документальний фільм Joan Baez, знятий для Пі-Бі-Ес включає епізоди концертів, інтерв'ю, зустрічей. Виходить альбом «Recently» (Недавно) — її перший повністю студійний альбом за вісім років. Джоан подорожує на Близький Схід, щоб співати для жителів Ізраїлю, Йорданії. Вона також бере участь у благодійному концерті в Залі Carnegie Нью-Йорка для Countdown '87 — організації, яка виступає проти американської підтримки нікарагуанських контрас. Через центр Humanitas Джоан разом з Біллом Гремом бере участь у благодійному концерті для боротьби зі СНІДом.

### 1988
Пісня «Asimbonanga» (з альбому Recently), присвячена південноафриканським борцям проти режиму апартеїду, номінована на премію «Греммі». Джоан виступає як «спеціальний гість» в концертах «Human Rights Now!» (Права людини — негайно!), організованих «Міжнародною Амністією». Під час поїздки до Європи бере участь в «Марші свічок» в Римі.

### 1989
У травні Джоан виступає в Чехословаччині на концерті. Їй висловлює визнання президент Вацлав Гавел (який був на концерті офіційно, як президент), який відзначив її великий вплив на ненасильницьку «оксамитову революцію» в Чехословаччині. Джоан також отримує Leadership Award (Премію Лідерства) від американського Союзу Громадянських свобод Південної Каліфорнії. У квітні виходить альбом Diamonds & Rust In The Bullring, записаний на концерті в Більбао, Іспанія в 1988 р. У листопаді випускається альбом Speaking Of Dreams, пісні якого записані за участю Пола Саймона, Джексона Брауна і групи Gipsy Kings. У числі записаних на диску пісень — China (Китай) — про розправу зі студентами на площі Тянь-Аньминь, El Salvador (Сальвадор) і відома з виконання Френка Сінатри пісня My Way, яка зазвучала іспанською мовою — A Mi Manera.

### 1990-і роки
Прем'єра на Пі-Бі-Ес відеофільму «Joan Baez In Concert» (Концерт Джоан Баез), як гість — Джексон Браун. У весняному турі по США і Європі разом з Джоан виступають Indigo Girls
У вересні 1991 року випущений альбом Brothers In Arms (Побратими по зброї). У жовтні Джоан бере участь в бенефісі для Міжнародного Комітету Прав людини Humanitas у складі вокального квартету названого «Four Voices For Human Rights» (Чотири Голоса За Права Людини) разом з «Indigo Girls» і «Mary Chapin Carpenter». Квартетом вони періодично виступають протягом наступних кількох років.
1992 року випущений альбом Play Me Backwards і Джоан робить навколосвітній тур, що триває весь рік. Humanitas — Міжнародний Комітет Прав людини закривається після тринадцяти років роботи.
1993 року на запрошення організації «Refugees International» (Міжнародні біженці) Джоан приїжджає в зруйновані війною Боснію та Герцеговину, щоб допомогти людям, привернути більше уваги до їх страждань. Вона — перший великий артист, який виступає в Сараєво починаючи зі спалаху громадянської війни. Альбом Play Me Backwards номінований на премію «Греммі». Випускається комплект з 4 альбомів Rare, Live & Classic — ретроспектива і хроніка творчої кар'єри Джоан Баез за 1958—1989, комплект включає 60 пісень, 22 з яких раніше не випускалися.
1994 року Джоан активно гастролює по США і Європі. Бере участь у концерті в Центрі Кеннеді в честь Піта Сігера.
У квітні 1995 року Джоан бере участь у чотирьох концертах в легендарному нью-йоркському клубі Bottom Line разом з молодими виконавцями — Mary Black, Mary Chapin Carpenter, Mimi Farina, Tish Hinojosa, Janis Ian, Indigo Girls, Kate and Anna McGarrigle, Dar Williams. Найкращі з записів виходять пізніше на диску Ring Them Bells.
1996 року Джоан отримує Премію «BAMMY» за найкращий жіночий вокал 1995. Випускаються альбоми: Greatest Hits, Live At Newport, Ring Them Bells. У жовтні Джоан Баез бере участь у благодійних концертах для Bread & Roses на острові Алькатрас в Сан-Франциско, виступає разом з Indigo Girls і Dar Williams.
23 вересня 1997 року випущений альбом Gone From Danger. У жовтні вона починає навколосвітній концертний тур по Європі.
1998 року Джоан продовжує концертний тур та бере участь у благодійних концертах.
1999 року Джоан та «Bonnie Raitt» (Бонні Рейтт) виступають на підтримку екологічної активістки Джулії Баттерфляй Хілл, що захищає від знищення компанією, що веде заготівлю деревини, гігантське 200-футове червоне дерево в декількох сотнях миль на північ від Сан-Франциско.

### 2000-і роки
200 року Джоан продовжує тури по США і Європі. Вона приєднується до подання, в якому беруть участь «тільки зірки» і бере участь у трьох концертах Honor the Earth (Честь Землі). Джоан удостоєна за багаторічні досягнення премії Folk Awards радіостанції BBC-2 в Лондоні (премія за виконання народних пісень).
2001 року Джоан скасовує свій тур по США і Канаді через хворобу своєї сестри Мімі. Мімі помирає від рідкісної форми раку 18 липня. Джоан приймає пропозицію виконувати роль в постановці «La Contessa» (Графиня) в театрі ZinZanni в Сан-Франциско. У серпні компанія звукозапису Vanguard Records починає перевидання на компакт-дисках випущених з 1969 по 1972 рік вінілових грамплатівок Джоан Баез, перевидаються 13 альбомів Джоан. Кожен диск супроводжується оригінальним вкладишем з есе, написаним провідним американським музикознавцем Артуром Леві.
2002 року Джоан повертається до продовження туру по США та Канаді. Джоан також виступає в театрі ZinZanni.
2003 року Джоан отримує спеціальну нагороду Товариства Джона Стейнбека. Джоан виступає в Сан-Франциско на багатотисячних мітингах протесту проти війни в Іраці. У серпні Vanguard Records випускає набір з перших шести перевиданих на компакт-дисках альбомів Джоан Баез. Джоан приєднується до Еммілу Гарріс, Стіву Ерлу, Біллі Брегг та Кріссі Гінд в Лондоні для участі в концерті «За світ, вільний від мін». Виходить альбом Dark Chords on a Big Guitar (Темні Акорди на Великій Гітарі) і Джоан починає концертний тур з піснями з альбому.
2004 року гастролі в січні—лютому у Великій Британії та презентація Стіва Ерла на врученні Нагороди за заслуги BBC2. Джоан і Стів також проводять разом ряд концертів в червні, після чого Джоан виступає в різних країнах Європи. Перед виборами Президента США Джоан бере участь в поїздці «Slacker Uprising Tour», присвяченій показу фільму Майкла Мура «Фаренгейт 911», виступає із закликами до молоді голосувати на майбутніх національних виборах за кандидатів, які виступають за мир. 6 листопада записується концертний альбом Bowery Songs, який виходить у 2005-му році.
2005 року, після деякого заслуженого відпочинку взимку та навесні, Джоан повертається в театр ZinZanni як циганка Калліопа. У серпні Джоан приєднується до демонстрантів, які розмістилися в Техасі неподалік від ранчо Дж. Буша в антивоєнному наметовому таборі.
У вересні проводить концерт на користь постраждалих від урагану Катріна, виступає на декількох мітингах проти війни в Іраку у Вашингтоні. Починається новий концертний тур по США, присвячений записаному в листопаді 2004 року в Нью-йоркському залі Bowery Ballroom диску Bowery Songs.
13 січня 2006 Джоан разом з Джессі Джексоном, Стіві Уондером та іншими виконує Amazing Grace на похоронах легенди музики Lou Rowls. 23 травня Джоан знову приєднується до екологічного протесту проти вирубки легендарного дерева — разом з Д. Б. Хілл проводить нічний пікет на гілках 200-футового червоного дерева. В акціях протесту проти вирубки та ліквідації сільськогосподарської ферми беруть участь і інші знаменитості — Red Hot Chilli Pepper's, Dariel Hanna. 17 липня Баез отримує почесну Премію Лідерства від громадської організації «Юристи проти насильства». 6 серпня разом з Брюсом Спрінгстіном виконує на його концерті дві пісні — Pay Me My Money Down (Поверніть мені мої гроші) і We Shall Overcome (Усі подолаємо). У листопаді Джоан приїжджає в Прагу на конференцію «Проблеми мирного співіснування» і бере участь в урочистому вечорі з нагоди дня народження екс-президента Чехословаччини Вацлава Гавела. На відкритті конференції Джоан виконала три пісні, включаючи Imagine Джона Леннона. У грудні комітет з присудження премій Греммі оголошує, що почесну премію в 2007 році буде присуджено Джоан Баез. Церемонія вручення призначена на 11 лютого.
Співачка і композитор Джоан Баез досі вважається символом фолк-рока, а її зусилля по відродженню цього популярного в середині 60-х стилю заслуговують всебічної поваги. Періодично міняючи фірми грамзапису і злегка варіюючи тематику альбомів, Джоан Баез як і раніше є однією з найпродуктивніших виконавиць фолк-року і, мабуть, самою його політизованою представницею.

## Дискографія
- Folksingers 'Round Harvard Square (1959)
- Joan Baez, Vanguard (November 1960)
- Joan Baez, Vol. 2, Vanguard (October 1961)
- Joan Baez in Concert, Vanguard (September 1962)
- Joan Baez in Concert, Part 2, Vanguard (November 1963)
- Joan Baez/5, Vanguard (November 1964)
- Farewell Angelina, Vanguard (September 1965)
- Noel, Vanguard (December 1966)
- Joan, Vanguard (August 1967)
- Baptism: A Journey Through Our Time, Vanguard (June 1968)
- Any Day Now (Songs of Bob Dylan), Vanguard (December 1968)
- David's Album, Vanguard (May 1969)
- One Day at a Time, Vanguard (January 1970)
- Blessed Are…, Vanguard (1971)
- Come from the Shadows, A&M (April 1972)
- Where Are You Now, My Son?, A&M (March 1973)
- Gracias A la Vida, A&M (July 1974)
- Diamonds & Rust, A&M (April 1975)
- From Every Stage, A&M (February 1976)
- Gulf Winds, A&M (November 1976)
- Blowin' Away, CBS (July 1977)
- Honest Lullaby, CBS (April 1979)
- Live -Europe '83, Gamma (1984)
- Recently, Gold Castle (July 1987)
- Diamonds and Rust in the Bullring(live in Bilbao), Gold Castle (1989)
- Speaking of Dreams, Gold Castle (November 1989)
- Play Me Backwards, Virgin (October 1992)
- Ring Them Bells, Guardian (August 1995)
- Gone From Danger, Guardian (September 1997)
- Dark Chords on a Big Guitar, Koch (October 2003)
- Bowery Songs, Proper Records (September 2005)
- Ring Them Bells (reissue double-disc with bonus tracks), Proper Records (February 2007)
- Day After Tomorrow, Proper Records (September 2008)